# GNOME計劃
GNOME計劃（英語：The GNOME Project），又稱GNOME專案、GNOME項目，是一個支持GNOME發展的軟體專案與社群，是GNU計劃之下的子項目之一；2021年，GNOME基金会宣布GNOME不是GNU计划的一部分。它的目標在於支持GNOME桌面環境與軟體平台的發展，成員包括了軟體開發者、藝術家、作家、翻譯者、其他的貢獻者，以及GNOME的活躍使用者及推廣者。GNOME基金会是這個計劃的官方代表。

## 外部連結
- 官方网站

1. ↑  . GNOME基金会. 2013-09-13  [2025-04-20] （英语）.
2. ↑  . X (formerly Twitter).   [2025-04-19]. （原始内容存档于2025-02-23） （英语）.